# 紅の挑戦者
『紅の挑戦者』（くれないのチャレンジャー） は、原作：高森朝雄・画：中城健によるキックボクシングをテーマにした日本の漫画作品である。

## 概要
『週刊少年マガジン』（講談社）に、1973年から1975年に連載された。単行本は講談社のKCコミックス全10巻（後に講談社のKCスペシャルで全6巻、徳間書店のトクマフェイバリットコミックスにて全7巻）が発行されている。
キックボクシングを題材にした作品で、高校サッカーの有望選手であった主人公が、遠征先のタイで、『神』と呼ばれるムエタイの王者と出会った事により、それまでの名声を捨てキックボクサーとして、王者と戦う事を決意し、血みどろの格闘道を歩んで行くというストーリー。

## ストーリー
高校サッカーのエースストライカーとして、高く評価されていた紅闘志也は、親善試合として遠征したタイにて、ムエタイの存在を知り、現地で『神』と呼ばれるムエタイ選手『ガルーダ』と遭遇する。
サッカーボールを易々と蹴り破り、リングの上でも圧倒的な強さを見せるガルーダに対し、闘志也はその強さを認め、闘いたいとの思いから高校を中退し、それまで築き上げた栄光を捨てキックボクシングに転向する。
かつてガルーダと闘い、片足を失った空手家、大利根と共に『打倒！ガルーダ』を目指す闘志也だったが、それは血みどろの戦いの始まりであった。

## 登場人物
紅闘志也（くれない としや）
本作の主人公。高校サッカー界において、超有望選手として期待されていたが、遠征先のタイで、練習中にサッカーボールを蹴り破る男と遭遇、それが現地で『神』と呼ばれるムエタイ選手である「ガルーダ」だと直感し、サッカー選手としての栄光や将来を全て捨て「打倒！ガルーダ」を目指しキックボクシングの選手に転向する。
サッカーの技術を応用した『オーバーヘッドキック』や特訓により編み出した『紅十人蹴り』を駆使し、ムエタイでのライト級王者になるが、相手の油断からの偶然の勝利であったため、自分の力の未熟さを自覚し、ガルーダが運営する養成機関「蛇の巣」に入門し自らを鍛え直す。
その後、新技『人間風車キック』を開発し、ウエルター級の王者となった後、ミドル級に転向、上位ランカーを死闘の末次々と撃破し、ついにはガルーダと対戦。激しい戦いの末勝利するが、再起不能の重傷を負う。
大利根一鬼（おおとね いっき）
空手家として、かつてガルーダと闘うが、その際に片足を蹴り飛ばされ失い、引退。その後、自分の果たせなかった『打倒！ガルーダ』を自分が教えた弟子により実現させるため、キックボクシングの道場を作るも、厳しい特訓の為、弟子が逃げ出した事により、失望し酒に溺れる日々を過ごしていたが、闘志也との出会いにより、再びガルーダ打倒を目指し、闘志也を指導する。
かなり下品な性格だが、現役時代はガルーダには敗れているが、ムエタイのランカーを倒すなど空手家としての実力は高く、サッカー選手としては超一流選手であったが、キックボクシングは初心者だった闘志也をキックボクサーとして育て上げる等、コーチとしての能力も高い。
大利根の道場は、ゴミ捨て場と化していた空き地に大利根が小屋を建てて勝手に住んでいた場所で、当初は木杭にロープを張っただけの粗末なリングと、ゴミを集めてサンドバッグにする等、トレーニング機器もない劣悪な環境だったが、闘志也の人気が上がるにつれ入門希望者が集まり、テレビ局のバックアップもあり正式なジムとして土地の所有者の許可を得てジムを新築している。
青野好夫（あおの よしお）
闘志也と同じ、高校サッカーの代表選手だが、補欠で試合には出場経験は無い。闘志也と共にガルーダがサッカーボールを蹴り破る場面に遭遇している。目白に実家があり、闘志也がキックボクサーに転向すると宣言した後、泊まる所のない闘志也を家に誘い、宿を提供。その後、闘志也がキックボクサーとして正式にデビューしてからは、セコンドとしてトレーニングや試合に帯同する等、闘志也をバックアップする。
剣持隼人（けんもち はやと）
日本キックボクシング界のスーパースター。空中へジャンプし、三発の蹴りを相手に叩き込む『空中三段蹴り』が必殺技。人格者で、闘志也とスパーリングを行い、完膚無きまで叩きのめし、キックボクシングの厳しさを教える。闘志也同様、『打倒！ガルーダ』を目標とし、ムエタイのウエルター級王者になった後、ミドル級へ転向、上位ランカーを次々と破り、闘志也よりも先にガルーダと戦う。『空中三段蹴り』でダウンを奪うなど善戦するが、その事によりガルーダの怒りを受け、禁じ手としていた必殺技『空中ギロチン』の犠牲となり命を落とす。
剣持美湖（けんもち みこ）
剣持隼人の妹。闘志也に好意を持っていた為、血みどろの戦いをする闘志也が傷付くのを悲しむ。兄を失い、闘志也が再起不能となり、二人が何の為に戦ったのか悩む。
野田（のだ）
剣持が所属する野田ジムの会長。闘志也がキックボクシングに転向すると宣言した後、熱心にスカウトする。だが、その本心は選手としての才能よりも、高校サッカー界の有名選手がキックボクサーに転向するという話題作りによる、客寄せの手段としてスカウトしている。その後、大利根に弟子入りした闘志也を引き抜こうと、大利根に大金を見せるが失敗。その悔しさから、闘志也の試合を組まないように圧力をかけ、テレビ局からの指示で渋々試合を組む事になった時も、格上の強豪選手をわざとぶつけ潰そうとした。しかし、それが失敗すると、今度はガルーダに嘘をつき、ガルーダの弟子と戦わせようとするなど、陰険な行為を行っていたが、剣持が亡くなり、闘志也がスターとして注目を浴びるようになってからは、大利根に嫌味は言うものの、直接潰すような行為はしなくなる。
ガルーダ
タイで『神』と呼ばれるムエタイのミドル級王者。圧倒的な力とカリスマ性を持ち、本国では「国王」「法王」と並び「タイ国に3人の王あり」と呼ばれている。
少年時代、美人であった姉に横恋慕した大僧正により、辱めを受けた姉は自殺し、両親も殺され、自らも拷問により殺されかけたが、生き残り、大僧正と同じ社会的地位になる為、ムエタイの選手として地獄の苦しみを経験し、神と崇められる程の選手となり、大僧正に復讐を果たしている。
冷徹な性格で、対する相手には一切の慈悲をかけずに叩き潰すが、自身が運営する「蛇の巣」に入門を希望した闘志也を受け入れ、コーチ達が闘志也を陥れようとした際、真実を知り激怒しコーチを叩きのめし、闘志也に謝罪するなどの器量の大きさや、自分の弟子たちを鍛えるときには優しい目などをしてみせたりもしている。
剣持と戦い、自ら禁じ手としていた『空中ギロチン』を使い死亡させ、闘志也との対戦でも再起不能の重傷を負わせるが、長い戦いの経歴から胸の肋骨が治療不可能な程痛んでいた為、弱点となっていて、そこを闘志也に狙われ、折れた肋骨が心臓に刺さり死亡する。同原作者の劇画「空手バカ一代」終盤に登場するキックボクサー「闇の帝王レーバン」は、実際には架空の人物であるが、「空手バカ一代」作中ではガルーダのモデルに設定されている。
チャング・レッドムーン
ライト級からウエルター級に階級を上げた闘志也が対戦したウエルター級の王者で、中国人とタイ人のハーフ。「ブルース・リー」の弟分という触れ込みで、ジークンドーのような格闘技を用いている。ガルーダと闘うため、実績をあげレベルアップしようとした闘志也の挑戦を受ける。
人間風車キックを会得するさいに傷ついた額の流血により血が目に入り、視界を閉ざされた闘志也を追い詰めるが、人間風車キックを受けKO負けし、王座を失う。